# Mersin

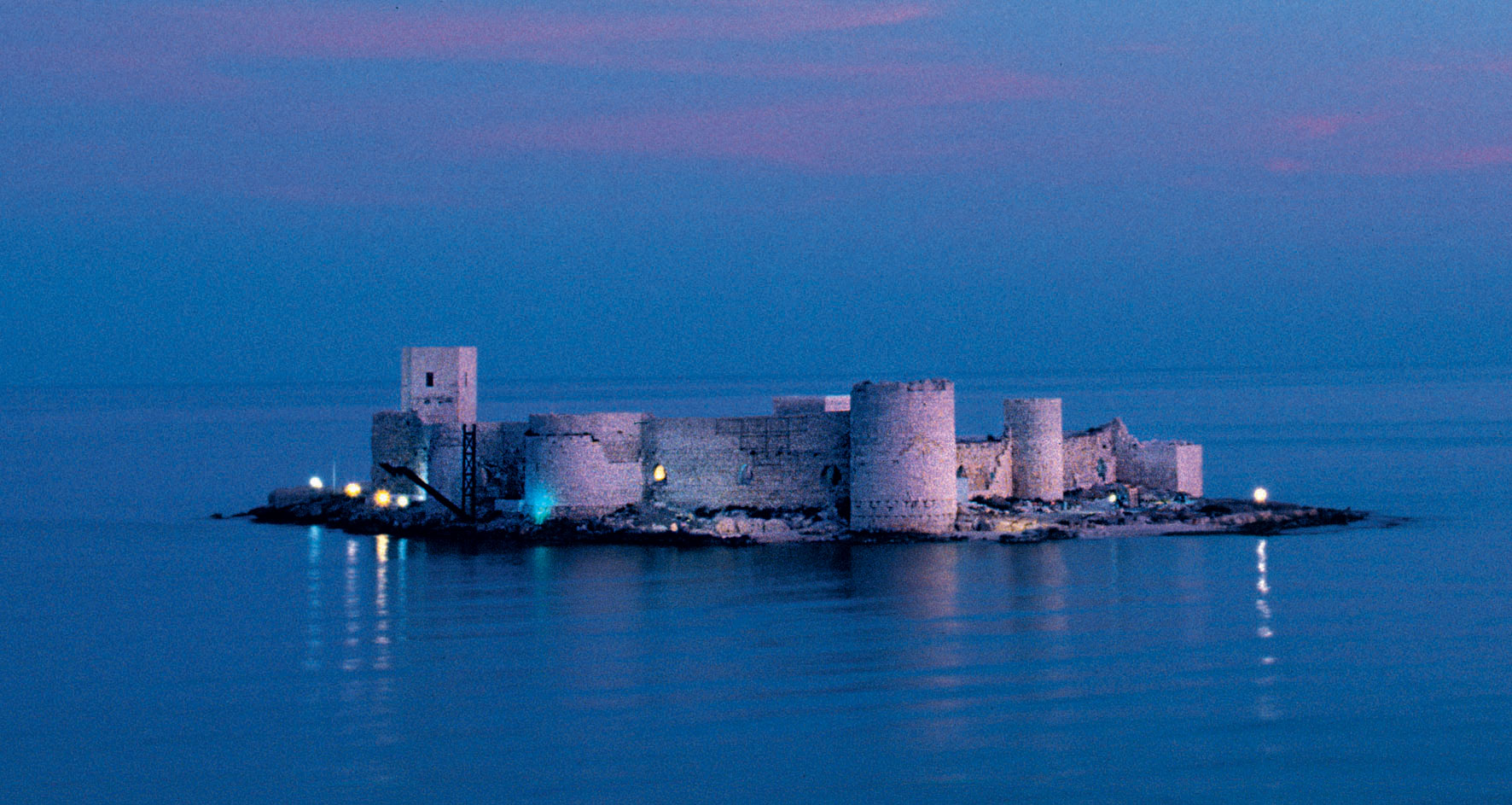
Borgen Kızkalesi vid Mersin.

Mersin (tidigare İçel) är en stad i södra Turkiet. Den är belägen vid kusten mot Medelhavet, cirka 65 km sydväst om Adana, och är den administrativa huvudorten för provinsen Mersin. Storstadskommunen hade 907 168 invånare i slutet av 2011, och är uppdelad i de fyra delområdena Akdeniz, Mezitli, Toroslar och Yenişehir. Centralorten hade 859 680 invånare vid samma tidpunkt.
Mersin är en hamnstad och har Turkiets största hamn. Den exporterar jordbruksprodukter och mineraler, och staden har färjeförbindelse med Cypern. I staden finns även ett stort oljeraffinaderi.. Staden var viktig under tiden för det armeniska kungariket Kilikien. Dock var Kilikien inte armeniskt utan römerskt. I havet utanför staden finns den gamla römerska borgen Kizkalesi, vilket betyder Jungfruborgen. Väster om staden ligger ruinerna av den grekisk-romerska hamnstaden Soloi (Pompeiopolis).